# Свеце (гмина)
Свеце (пол. Świecie) — городско-сельская гмина (волость) в Польше, входит как административная единица в Свецкий повет, Куявско-Поморское воеводство. Население — 34 294 человека (на 31 декабря 2011 года).

## Административный центр
В состав гмины входит город Свеце, который исполняет функцию её административного центра.

## Сельские округа
1. Хрыстково (пол. Chrystkowo, 1873—1945 нем. Christfelde)
2. Чапле (пол. Czaple, нем. Groß Zappeln, 1942—45 Großzappeln)
3. Двожиско (пол. Dworzysko, 1874–1945 нем. Wilhelmsmark)
4. Глогувко-Крулевске (пол. Głogówko Królewskie, 1942—45 нем. Königsglugau)
5. Гручно  (пол. Gruczno, 1939—42 нем. Grutschno, 1942—45 нем. Grützen)
6. Косово (пол. Kosowo, 1878—1945 нем. Fliederhof)
7. Козлово (пол. Kozłowo, 1942—45 нем. Kostlau)
8. Польски-Конопат (пол. Polski Konopat, 1942—45 нем. Hanfgut)
9. Сартовице (пол. Sartowice, нем. Sartowitz)
10. Сульново (пол. Sulnowo, 1908—45 нем. Sulnau)
11. Сульнувко (пол. Sulnówko, 1942—45 нем. Sulndorf)
12. Тополинек (пол. Topolinek, нем. Topolinken, 1942—45 нем. Pappelhuben)
13. Вёнг (пол. Wiąg, нем. Jungen)

## Прочие поселения
1. Чапельки
2. Дроздово
3. Дзики
4. Эрнестово
5. Марянки
6. Морск
7. Недзведзь
8. Нове-Добра
9. Пшехувко
10. Скаршево
11. Свенте
12. Тересполь-Поморски
13. Вельки-Конопат
14. Вырва

## Соседние гмины
1. Гмина Буковец
2. Гмина Хелмно
3. Хелмно
4. Гмина Драгач
5. Гмина Джицим
6. Гмина Ежево
7. Гмина Прущ

## Демография
На 31 декабря 2011 года
|           | Всего   | Мужчин  | Женщин  | Городское | в т.ч. мужчин | — женщин | Сельское | в т.ч. мужчин | — женщин |
| --------- | ------- | ------- | ------- | --------- | ------------- | -------- | -------- | ------------- | -------- |
| ед.изм.   | человек | человек | человек | человек   | человек       | человек  | человек  | человек       | человек  |
| Население | 34294   | 16515   | 17779   | 26574     | 12734         | 13840    | 7720     | 3781          | 3939     |